# Hugo Urbahns
Hugo Urbahns, né le 18 février 1890 à Lieth, Dithmarse, et mort le 16 novembre 1946 près de Stockholm, est un homme politique allemand, membre du parti communiste, député au Reichstag  sous la république de Weimar. 

## Biographie
Issu d'un milieu rural, Urbahns effectue ses études secondaires et suit une formation d'instituteur à Bad Segeberg et Tønder, qui à l'époque appartenaient encore à l'Empire allemand, puis enseigne dans des écoles du Schleswig-Holstein et de Hambourg. Urbahns, qui avait des contacts avec les cercles socialistes depuis 1912, s'est porté volontaire pour le service militaire en 1914, mais a été réformé en raison de la tuberculose. 
Radicalisé par l'expérience de la guerre, Urbahns rejoint le Spartakusbund à Hambourg et, après sa fondation, le KPD. Dans l'organisation du parti de Hambourg, il appartient à la petite minorité qui ne rejoint pas le KAPD en 1920. Urbahns, qui était également un délégué au congrès d'unification du KPD et de l'USPD, a dirigé de 1920 à 1924 la section du KPD de Hambourg avec Ernst Thälmann, qui venait de l'USPD. Il représente également le KPD dans le parlement de Hambourg depuis 1921, où il est bientôt connu comme un orateur à la langue acérée. 
Urbahns appartient à l'aile gauche du parti, mais, contrairement à la plupart de l'aile gauche du KPD, il ne refusait pas de coopérer avec le SPD dans des actions concrètes.  
Urbahns joue un rôle central dans la  préparation du soulèvement de Hambourg de 1923 ; il remplit un rôle de chef politique et doit se cacher après l'échec du soulèvement. Dans la clandestinité, il a critiqué le fait que la direction du parti autour de Heinrich Brandler et August Thalheimer n'ait pas soutenu l'action du KPD de Hambourg en organisant des insurrections dans d'autres régions. 
Urbahns est arrêté au début de 1924, après un discours lors d'un rassemblement commémoratif en l'honneur de Rosa Luxemburg et Karl Liebknecht. Bien qu'il ait été élu au Reichstag en mai 1924, il reste emprisonné jusqu'en octobre 1925. En janvier 1925, il est condamné à dix ans de prison pour avoir assumé l'entière responsabilité politique du soulèvement de Hambourg. Finalement libéré en raison de son immunité parlementaire, Urbahns reprend ses activités politiques au Reichstag et au Comité central du KPD, auquel il avait été élu par contumace en juillet 1925. Dans les luttes entre factions, il est l'un des porte-parole les plus influents de l'aile gauche aux côtés de Ruth Fischer et d'Arkadi Maslow ; il critique la ligne générale stalinienne en développement dans le parti et l'Internationale communiste. 
En novembre 1926, Urbahns est expulsé du KPD en raison de sa solidarité avec la déclaration des 1000. Il s'installe à Berlin et devient un représentant de premier plan du groupe parlementaire des communistes de gauche, l'opposition de gauche en Allemagne. Il joue un rôle déterminant dans la fondation du Leninbund (Ligue Lénine), qu'il préside de 1928 à 1933. En 1929-1930, il rompt avec Léon Trotski, qui avait critiqué avec véhémence ses positions sur l’attitude de l'URSS en Chine, qu'Urbahns qualifiait d'impérialisme. À partir de 1929, Urbahns s'est concentré sur la création d'un front uni antifasciste contre le national-socialisme . 
Après la « prise du pouvoir » par le NSDAP en 1933, Urbahns, qui avait sévèrement attaqué les nationaux-socialistes à plusieurs reprises au cours des années précédentes, doit fuir à l'étranger. Le 29 mars 1934, le Deutsche Reichsanzeiger publie la deuxième liste des apatrides du Reich allemand, dans laquelle il figure. 
Après un court séjour en Tchécoslovaquie, il s'installe en Suède, où il travaille comme menuisier et imprimeur dans des conditions parfois difficiles, tout en essayant de maintenir les structures du Leninbund en exil. De 1936 à 1938, lors des procès de Moscou, qu'Urbahns a violemment attaqués, l'ambassadrice soviétique à Stockholm Alexandra Kollontaï tente d'obtenir son expulsion de Suède, ce qui n'est évité que parce qu'aucun autre pays ne voulait accepter Urbahns. 
Après la fin de la Seconde Guerre mondiale, Urbahns a refusé de retourner en Allemagne.